# USS Frament (DE-677)
USS Frament (DE-677/APD-77) là một tàu hộ tống khu trục lớp Buckley được Hải quân Hoa Kỳ chế tạo trong Chiến tranh Thế giới thứ hai. Tên nó được đặt theo hạ sĩ quan quân y Thủy quân Lục chiến Paul Stanley Frament (1919-1942), đã tử thương trong Chiến dịch Guadalcanal vào ngày 19 tháng 11, 1942 và được truy tặng Huân chương Ngôi sao Bạc. Nó đã phục vụ trong chiến tranh cho đến năm 1944, khi được cải biến thành một tàu vận chuyển cao tốc mang ký hiệu lườn APD-77, và tiếp tục phục vụ cho đến khi chiến tranh kết thúc. Con tàu xuất biên chế năm 1946, rồi được chuyển cho Ecuador vào tháng 7, 1961 để sử dụng như trạm phát điện nổi. Frament được tặng thưởng một Ngôi sao Chiến trận do thành tích phục vụ trong Thế Chiến II.

## Thiết kế và chế tạo
Những chiếc thuộc lớp tàu hộ tống khu trục Buckley có chiều dài chung 306 ft (93 m), mạn tàu rộng 37 ft 1 in (11,30 m) và độ sâu mớn nước khi đầy tải là 11 ft 3 in (3,43 m). Chúng có trọng lượng choán nước tiêu chuẩn 1.400 tấn Anh (1.400 t); và lên đến 1.740 tấn Anh (1.770 t) khi đầy tải. Hệ thống động lực bao gồm hai turbine hơi nước General Electric công suất 13.500 mã lực (10.100 kW), dẫn động hai máy phát điện công suất 9.200 kilôwatt (12.300 hp) để vận hành hai trục chân vịt;  công suất 12.000 hp (8.900 kW) cho phép đạt được tốc độ tối đa 23 kn (26 mph; 43 km/h), và có dự trữ hành trình 6.000 nmi (6.900 mi; 11.000 km) khi di chuyển ở vận tốc đường trường 12 kn (14 mph; 22 km/h).
Vũ khí trang bị bao gồm ba pháo 3 in (76 mm)/50 cal trên tháp pháo nòng đơn có thể đối hạm hoặc phòng không, một khẩu đội 1,1 inch/75 caliber bốn nòng và tám pháo phòng không Oerlikon 20 mm. Vũ khí chống ngầm bao gồm một dàn súng cối chống tàu ngầm Hedgehog Mk. 10 (có 24 nòng và mang theo 144 quả đạn); hai đường ray Mk. 9 và tám máy phóng K3 Mk. 6 để thả mìn sâu. Khác biệt đáng kể so với lớp Evarts dẫn trước là chúng có thêm ba ống phóng ngư lôi Mark 15 21 inch (533 mm). Thủy thủ đoàn đầy đủ bao gồm 186 sĩ quan và thủy thủ.
Frament được đặt lườn tại xưởng tàu Fore River Shipyard của hãng Bethlehem Shipbuilding Company tại Quincy, Massachusetts vào ngày 1 tháng 5, 1943. Nó được hạ thủy vào ngày 28 tháng 6, 1943; được đỡ đầu bởi bà Edward A. Frament, mẹ hạ sĩ quan Frament, và nhập biên chế vào ngày 15 tháng 8, 1943 dưới quyền chỉ huy của Hạm trưởng, Thiếu tá Hải quân Sherry T. McAdam, Jr.

## Lịch sử hoạt động

### Mặt trận Đại Tây Dương
Sau khi hoàn tất chuyến đi chạy thử máy huấn luyện tại khu vực Bermuda và sửa chữa sau chạy thử máy, Frament bắt đầu đảm nhiệm vai trò hộ tống vận tải vượt Đại Tây Dương. Nó khởi hành từ New York vào ngày 19 tháng 10, 1943 để hộ tống một nhóm tàu chở dầu đi sang đảo Curaçao tại Tây Ấn thuộc Hà Lan. Từ đây nó hộ tống một đoàn tàu vận tải hướng đến Londonderry, Bắc Ireland. Trong giai đoạn từ ngày 15 tháng 12, 1943 đến ngày 3 tháng 12, 1944, con tàu đã hoàn tất sáu chuyến đi hộ tống vận tải khứ hồi vượt Đại Tây Dương, xuất phát từ New York hay Boston và đi đến Bắc Ireland, Cherbourg, Pháp hay Gibraltar.
Vào ngày 15 tháng 11, 1944, lúc 02 giờ 23 phút, tại tọa độ 36°11′B 19°45′T / 36,183°B 19,75°T ở vùng biển Bắc Đại Tây Dương khoảng 700 nmi (1.300 km) về phía Tây Gibraltar, Frament đã vô tình húc phải và làm đắm chiếc tàu ngầm Ý Luigi Settembrini mà nó có nhiệm vụ hộ tống đi sang khu vực Bermuda, để trợ giúp trong việc thực hành huấn luyện chống tàu ngầm. Frament chỉ cứu được 14 người sống sót trong tổng số 42 thành viên thủy thủ đoàn của Settembrini. Tàu hộ tống khu trục chị em Scott (DE-214) đã được cho tách ra khỏi một đoàn tàu vận tải đang trên đường hướng sang Địa Trung Hải, và đi đến để trợ giúp vào việc tìm kiếm những thủy thủ Ý còn sống sót, rồi sau đó hộ tống cho Frament đã bị hư hại quay trở lại cảng Boston, đến nơi vào ngày 3 tháng 12.
Frament bắt đầu được cải biến thành một tàu vận chuyển cao tốc lớp Charles Lawrence. Con tàu được xếp lại lớp với ký hiệu lườn mới APD-77 vào ngày 15 tháng 12, 1944.

### Mặt trận Thái Bình Dương
Sau khi chạy thử máy và huấn luyện ôn tập tại vùng bờ Đông, Frament lên đường để chuyển sang khu vực Mặt trận Thái Bình Dương, và tiếp tục huấn luyện tại vùng bờ Tây trước khi đi đến Trân Châu Cảng vào ngày 3 tháng 4, 1945. Nó tiếp tục huấn luyện phối hợp cùng các đội phá hoại dưới nước (UDT: Underwater Demolition Team) tại khu vực quần đảo Hawaii, và sau đó làm nhiệm vụ hộ tống vận tải tại các vùng biển Eniwetok, Ulithi và Leyte thuộc Philippines trong tháng 5. Con tàu đi đến Okinawa vào ngày 29 tháng 5, nơi nó tham gia vào lực lượng tuần tra bảo vệ vòng ngoài trong khi trận chiến nhằm giành quyền kiểm soát hòn đảo này vẫn chưa kết thúc.
Được điều sang nhiệm vụ tìm kiếm và giải cứu vào tháng 6, Frament cùng nhiều tàu nhỏ đã giải cứu cho thủy thủ đoàn của chiếc William D. Porter (DD-579) vào ngày 10 tháng 6, sau khi chiếc tàu khu trục bị máy bay tấn công cảm tử Kamikaze đối phương đâm trúng. Quay trở lại Philippines vào cuối tháng 7, nó thực hành huấn luyện tại khu vực Leyte nhằm chuẩn bị để tham gia vào Chiến dịch Downfall, kế hoạch đổ bộ sau cùng lên các đảo chính quốc Nhật Bản. Tuy nhiên do Nhật Bản đã chấp nhận đầu hàng vào ngày 15 tháng 8 giúp kết thúc cuộc xung đột, kế hoạch này bị hủy bỏ.
Lên đường đi sang vùng biển Trung Quốc, Frament tham gia hoạt động cùng các tàu quét mìn tại khu vực Hoàng Hải, và phục vụ cùng lực lượng chiếm đóng tại Viễn Đông cho đến ngày 1 tháng 1, 1946, khi nó khởi hành từ Thượng Hải để quay trở về Hoa Kỳ. Nó đi sang vùng bờ Đông và được cho xuất biên chế tại Green Cove Springs, Florida vào ngày 30 tháng 5, 1946 và được đưa về Hạm đội Dự bị Đại Tây Dương. Con tàu không bao giờ được đưa ra hoạt động trở lại; tên nó được cho rút khỏi danh sách Đăng bạ Hải quân vào ngày 1 tháng 6, 1960, và con tàu được chuyển cho Ecuador vào tháng 7, 1961 để sử dụng như một trạm phát điện nổi di động.

## Phần thưởng
Frament được tặng thưởng một Ngôi sao Chiến trận do thành tích phục vụ trong Thế Chiến II.
| Bronze star |  |  |
|             |  |  |

| Huân chương Chiến dịch Hoa Kỳ                      | Huân chương Chiến dịch Hoa Kỳ        | Huân chương Chiến dịch Châu Á-Thái Bình Dương với 1 Ngôi sao Chiến trận | Huân chương Chiến dịch Châu Á-Thái Bình Dương với 1 Ngôi sao Chiến trận |
| Huân chương Chiến dịch Châu Âu-Châu Phi-Trung Đông | Huân chương Chiến thắng Thế Chiến II | Huân chương Chiến thắng Thế Chiến II                                    | Huân chương Giải phóng Philippine (Philippine)                          |